# Kira Kosnick
Kira Kosnick (* 29. August 1966) ist eine deutsche Soziologin, Ethnologin und Kulturanthropologin. Sie hat den Lehrstuhl für Vergleichende Kultur- und Sozialanthropologie an der Europa-Universität Viadrina inne und leitet dort das Viadrina-Center B/Orders in Motion.

## Leben
Sie erwarb einen M.A. in Soziologie (1991) an der New School for Social Research und ebenda 2003 den PhD. 2001 war sie Marie Curie Research Fellow (Europäische Kommission), Sussex Centre for Migration Research der University of Sussex. Von 2002 bis 2003 war sie wissenschaftliche Mitarbeiterin in World Heritage Studies (Internationales Postgraduierten-Programm), Brandenburgische Technische Universität Cottbus-Senftenberg. Von 2003 bis 2004 war sie Postdoktorandin an der University of Southampton als Mitarbeiterin im 5. EU-Rahmenprogramm-Projekt „Changing City Spaces: New Challenges to Cultural Policy in Europe“. Von 2004 bis 2006 war sie Dozentin für Kulturanalyse, Institute for Cultural Analysis, School of Arts, Communication and Culture, Nottingham Trent University. Von 2006 bis 2010 war sie Juniorprofessorin für Kulturanthropologie und Europäische Ethnologie am Institut für Kulturanthropologie und Europäische Ethnologie der Goethe-Universität in Frankfurt am Main. 2013/2014 lehrte sie als Hannah-Arendt DAAD Visiting Professor for German and European Studies at the Munk School of Global Affairs at the University of Toronto. Sie war bis 2020 Professorin für Soziologie mit Schwerpunkt Kultur und Migration am Institut für Soziologie, Fachbereich Gesellschaftswissenschaften, in Frankfurt am Main.
Seit dem 1. April 2020 ist Kosnick Professorin für Vergleichende Kultur- und Sozialanthropologie an der Europa-Universität Viadrina.
Ihre Forschungsschwerpunkte sind migrantische Medienproduktion in transnationalen Räumen, neue Formen urbaner Sozialität, europäische Kulturpolitik, Neoliberalismus und Wandel von Arbeitsgesellschaft, Kulturtheorien.

## Schriften (Auswahl)
- Reaching beyond the local. A study of Turkish migrant broadcasting in Berlin, Germany. Ann Arbor 2003, OCLC 1062376657.
- als Herausgeberin mit Anke Bentzin, Jeanine E. Dagyeli, Ayfer Durdu, Riem Spielhaus und Peter Heine: Islam auf Sendung. Islamische Fernsehsendungen im Offenen Kanal. Berlin 2007, ISBN 978-3-935597-45-6.
- Migrant media. Turkish broadcasting and multicultural politics in Berlin. Bloomington 2007, ISBN 978-0-253-21937-4.
- als Herausgeberin: Postmigrant club cultures in urban Europe. Frankfurt am Main 2015, ISBN 3-631-64295-4.